# Bunge
A Bunge é uma empresa global de agronegócio, alimentos e ingredientes para nutrição animal, com sede em St. Louis, Missouri, Estados Unidos.
Líder mundial em processamento de oleaginosas e uma das maiores produtoras e fornecedoras de óleos, gorduras e proteínas vegetais, seus produtos são usados em diversas aplicações, como óleos de cozinha, farinhas e ração animal, bem como em panificação e confeitaria, alternativas à gordura láctea, proteínas alternativas à base de vegetais e nutrição infantil. A Bunge também desempenha um papel importante ao usar a sua infraestrutura para ajudar a desenvolver soluções de energia renovável.
A rede global da Bunge é constituída por mais 300 unidades, espalhadas por seis continentes e em mais de 40 países, que incluem silos, unidades de processamento de grãos e oleaginosas e terminais portuários estrategicamente localizados. No Brasil, a empresa possui cerca de 100 unidades e está presente em todas as regiões do país.

## História

### História da Bunge no mundo
A história da Bunge começa em 1818, quando foi fundada a Bunge & Co., em Amsterdã, Holanda,  por um negociante de origem alemã, Johannpeter G. Bunge, a fim de comercializar produtos importados das colônias holandesas e grãos. Alguns anos depois, a sede da empresa muda-se para Roterdã e são abertas subsidiárias em outros países europeus.
Em 1859, a convite do rei do recém-criado Reino da Bélgica, a Bunge transfere sua sede para Antuérpia, tornando-se o braço comercial da expansão internacional do novo Reino. Inicia negócios na Ásia e África, já sob o comando de Edouard Bunge, neto do fundador.
Em 1884, Ernest Bunge, irmão de Edouard, muda-se para a Argentina, onde, com outros sócios, cria uma empresa coligada com o nome de Bunge Y Born, com o objetivo de participar do mercado de exportação de grãos do país.
Em 2001, a Bunge realiza a abertura de capital, expandindo para regiões como Índia, China, Vietnã e Austrália.
Em 2019, a Bunge muda sua sede global de Nova York (EUA) para a região metropolitana de St. Louis (EUA), região que abriga várias organizações e clientes de alimentos, agricultura, saúde animal e ciências vegetais, e onde a empresa já havia conquistado importante presença comercial. Este foi um grande passo na mudança do modelo operacional da empresa para uma estrutura de negócios global mais eficiente e simplificada.

### Bunge no Brasil

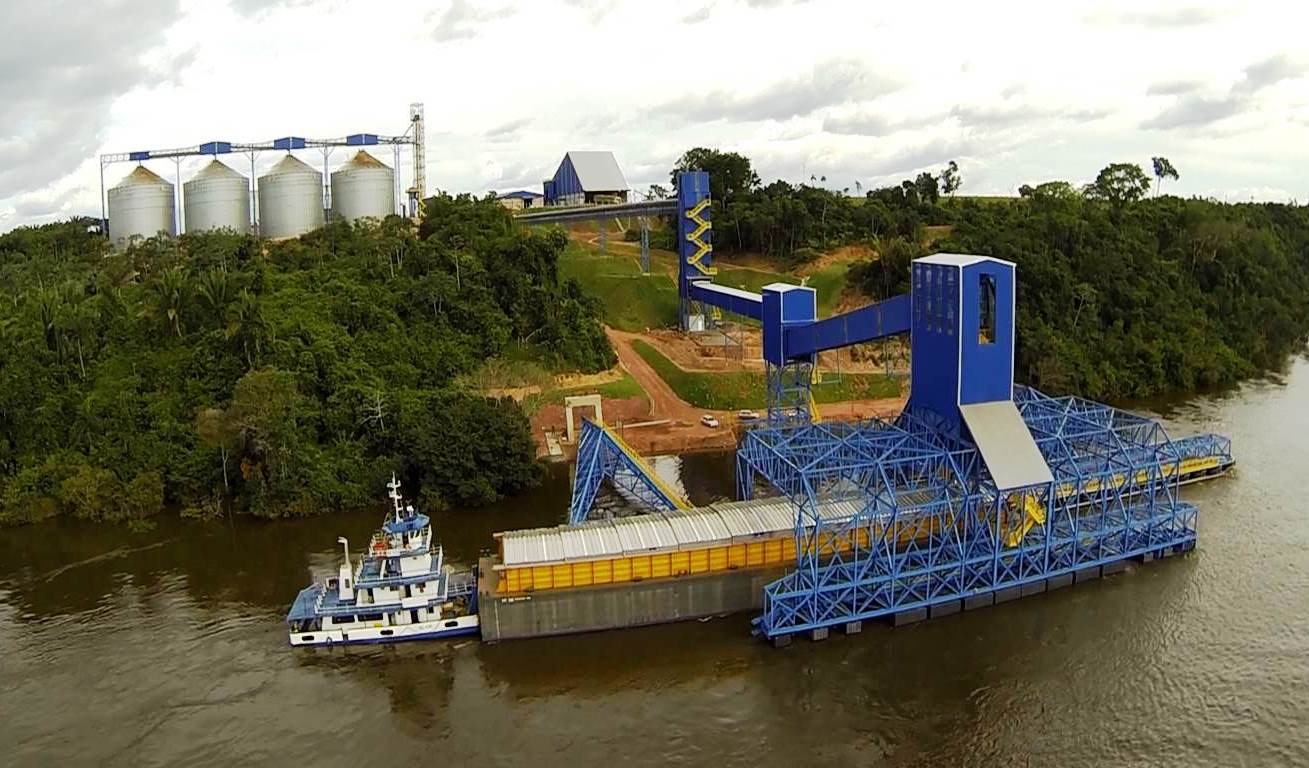
Em 2014, a Bunge inaugura complexo portuário no Pará

Em seus quase 120 anos de história no Brasil, a Bunge participou ativamente para concretizar a vocação brasileira de ser uma grande produtora de alimentos. Do início, como sócia de um recém-criado moinho na cidade de Santos, passando pelo lançamento pioneiro de óleos vegetais comestíveis, até o incentivo à expansão das lavouras de soja no país e ao incentivo de práticas agrícolas sustentáveis, sempre esteve presente de forma pioneira no dia a dia do Brasil. Atualmente, a empresa possui mais de 6,5 mil colaboradores no país. 

## Destaques
- Entre as 100 empresas de melhor reputação do Brasil [5]
- Empresa mais sustentável do agronegócio [6]
- Certificada como um Lugar Incrível para Trabalhar, ranking realizado pela FIA e pelo UOL [7]

## Atuação

### Agricultura
A Bunge fornece alimentos, ingredientes para nutrição animal e combustíveis essenciais para o mundo por meio de soluções sustentáveis, do agricultor ao consumidor. A empresa constrói relações com produtores, clientes e parceiros e é a maior processadora de oleaginosas do mundo. A empresa valoriza suas parcerias para ajudar a descobrir novos mercados para seus produtos e melhorar a produtividade e a eficiência ambiental da agricultura. 
A Bunge trabalha para oferecer soluções que refletem a necessidade por produtos essenciais e soluções sustentáveis.

### Alimentos e Ingredientes
Além de atuação e desenvolvimento customizado de ingredientes para seus clientes, a Bunge possui diversas linhas de produtos para atender diretamente às indústrias de alimentos, o setor de food service e consumidores finais. Dentre elas, estão: 
- Bunge Profissional, portfólio de marcas (Suprema, Propan, Predileta, Bem Fácil, Soberana, Pré-Mescla, BTX e Farina) com foco em atender os segmentos de panificação, confeitaria e culinária em todo o Brasil;
- Linha Pro, com uma ampla variedade de produtos para atender às mais variadas necessidades da indústria de alimentos;
- Soya, marca líder de vendas em óleo de soja e óleos especiais (canola, milho e girassol).

A Bunge investe amplamente em ferramentas digitais para gerar um impacto cada vez maior. Isso inclui investimentos em interconectividade, automação e machine learning a fim de garantir que suas unidades funcionem de maneira confiável e com desempenho otimizado. A companhia investe ainda em sistemas para obter insights em tempo real, facilitando a antecipação das principais tendências do mercado e o gerenciamento de fluxos e transações. O foco da Bunge é tornar o negócio bem preparado não apenas no cenário atual, mas também no futuro.

## Sustentabilidade

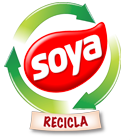
Soya Recicla contribui com a sustentabilidade nos lares brasileiros

A Bunge busca conquistar avanços no combate às mudanças climáticas e no atendimento às crescentes demandas do sistema alimentar global, fornecendo soluções sustentáveis. Como líder global na cadeia de alimentos, a empresa busca gerar um impacto ambiental e social positivo nos lugares onde opera, tomando decisões com base na liderança ética, responsabilidade e gestão ambiental.
A Bunge é regida por uma série de políticas ambientais, que direcionam todos os negócios da empresa. Dentre as políticas, destaca-se a Política Global de Não-Desflorestamento, que prevê cadeias livres de desmatamento em 2025.
As atividades da Bunge referentes a sustentabilidade se dividem em três pilares: Ação pelo Clima, Cadeia de Suprimentos Responsáveis e Responsabilidade.

## Fundação Bunge

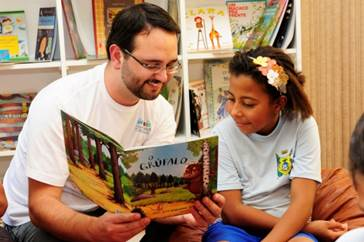
Fundação Bunge é a entidade social da Bunge, criada em 1955

Criada no Brasil em 1955, a Fundação Bunge atua com a missão de gerar impactos positivos na sociedade, atuando em territórios e setores estratégicos para a Bunge, fomentando a diversidade com promoção dos direitos humanos. Na prática, a atuação da Fundação se dá por meio de projetos que colaboram com a segurança alimentar e combatem as desigualdades sociais por meio de:
- Inclusão Produtiva: Ampliando a qualificação e o acesso de populações em situação de vulnerabilidade ao emprego e renda dignos. Um dos projetos dessa frente é o De Grão em Pão, que oferece cursos gratuitos de qualificação profissional para jovens de periferia nas áreas de panificação, culinária e confeitaria. O objetivo do projeto, que tem ainda apoio da Academia Bunge, é ensinar a profissão aos jovens e inseri-los no mercado de trabalho, disponibilizando mão de obra treinada e qualificada às padarias.
- Economia de Baixo Carbono: Disseminando conceitos e práticas de agricultura regenerativa. Um exemplo dessa atuação é o Projeto Semêa: capitaneado pela Fundação Bunge e viabilizado por meio de parceiros locais, o projeto oferta assistência técnica para adoção de práticas regenerativas na agricultura familiar, promove inclusão social produtiva para populações em situação de vulnerabilidade na cadeia do agronegócio e a integração econômica entre o agronegócio e os pequenos agricultores por meio da prestação de serviços ambientais.